# 1945 год в спорте
Список 1945 год в спорте описывает спортивные события, произошедшие в 1945 году.

## СССР
- Чемпионат СССР по боксу 1945;
- Чемпионат СССР по классической борьбе 1945;
- Чемпионат СССР по волейболу среди женщин 1945;
- Чемпионат СССР по волейболу среди мужчин 1945;
- Чемпионат СССР по шахматам 1945;

### Баскетбол
Созданы клубы:
- «Будивельник»;
- ВВС МВО;
- МАИ;

### Футбол
- Кубок СССР по футболу 1945;
- Чемпионат Латвийской ССР по футболу 1945;
- Чемпионат СССР по футболу 1945;
- Созданы футбольные клубы:
  - «Барановичи»;
  - МВО;

### Хоккей с шайбой
Создан хоккейный клуб ВВС МВО;

## Международные события
- Радиоматч СССР — США по шахматам 1945;
- Турне «Динамо» по Великобритании 1945 года;

## Персоналии

### Родились
- 10 октября — Куцель, Феликс Петрович, мастер спорта СССР по самбо, Заслуженный тренер СССР по дзюдо.